# جائزة تشارلز كترنج
كانت جائزة Charles F. Kettering عبارة عن جائزة بقيمة 250000 دولار أمريكي مقدمة من مؤسسة أبحاث السرطان جنرال موتورز لأبرز مساهمة حديثة في تشخيص السرطان أو علاجه.
تم تسمية الجائزة تكريما لتشارلز إف كيترينج ، المخترع، المدير السابق لشركة جنرال موتورز ، ورائد مختبرات أبحاث جنرال موتورز. مُنحت سنويًا من 1979 إلى 2005.[بحاجة لمصدر]

## تاريخ
في عام 2006 ، نظرًا لقيود الميزانية، تم دمج جائزة ألفريد بي سلون جونيور، وجائزة تشارلز إف كيترينج، وجائزة تشارلز إس. 250000 دولار. الفائز الأول والوحيد بجائزة جنرال موتورز لأبحاث السرطان كان نابليون فيرارا . منذ عام 2006 لم يتم منح المزيد من الجوائز. 

## الحاصلون على الميداليات
- 2005 أنجيلا هـ.برودي
- 2004 روبرت س لانجر
- 2003 ف. كريج جوردان
- 2002 بريان جيه دروكر ونيكولاس ب. ليدون
- 2001 ديفيد إي كول ومايكل إي فيلبس
- 2000 مونرو إي وول ومانسوخ سي واني
- 1999 رونالد ليفي
- 1998 H. رودني ويذرز
- 1997 هيرمان د.
- 1996 مالكولم باجشو [دي] وباتريك سي والش
- 1995 نوربرت بروك [دي]
- 1994 لوران ديغوس وزين يي وانغ
- 1993 جياني بونادونا وبرنارد فيشر
- 1992 لورانس هـ. أينهورن
- 1991 فيكتور لينغ
- 1990 ديفيد كوكس
- 1989 مورتيمر إلكيند [دي]
- 1988 سام شابيرو وفيليب ستراكس
- 1987 باسل آي هيرشويتز
- 1986 دونالد بينكل
- 1985 بول سي لوتربور
- 1984 بارنيت روزنبرغ
- 1983 اميل فراي الثالث واميل جيه فريريش
- 1982 هوارد إي سكيبر
- 1981 إي.دونال توماس
- 1980 إلوود في جنسن
- 1979 هنري س.كابلان